# Corydalis crithmifolia
Corydalis crithmifolia là một loài thực vật có hoa trong họ Anh túc. Loài này được Royle mô tả khoa học đầu tiên năm 1834.